# La Saulsotte
La Saulsotte je francouzská obec v departementu Aube v regionu Grand Est. V roce 2011 zde žilo 683 obyvatel.

## Vývoj počtu obyvatel
Počet obyvatel 